# Raphael Schall
Raphael Joseph Albert Schall (ur.27 grudnia 1814 we Wrocławiu, zm. 18 sierpnia 1859 tamże) – niemiecki malarz.
Był synem malarza i grafika Josepha Schalla, uczącego rysunku we wrocławskim Gimnazjum św. Macieja. Raphael zaczął poznawać malarstwo dzięki lekcjom u swego ojca. Naukę kontynuował wSzkole Sztuk Pięknych (Königlichen Kunstschule zu Breslau) w rodzinnym mieście, u Johanna Königa, po ukończeniu której w 1833 przeniósł się do berlińskiej Akademii Sztuk Pięknych, a jego nauczycielem był wówczas Adolph Menzel. W roku następnym wstąpił do Akademii Sztuk Pięknych w Düsseldorfie, gdzie do 1841 r. uczył się m.in. u Wilhelma Schadowa, który ukierunkował zainteresowania twórcze R. Schalla na malarstwo religijne. Po zakończeniu studiów w Niemczech został stypendystą państwa pruskiego, na koszt którego wyjechał w 1844 do Włoch i do 1845 pogłębiał swoją znajomość sztuki o dokonania włoskich artystów w zakresie malarstwa religijnego oraz historycznego. W kolejnym roku powrócił na stałe do Wrocławia. Znalazł tam pracę w diecezji wrocławskiej, jako realizator zamówień kościelnych w zakresie malarstwa. 
W roku 1846 poślubił we Wrocławiu Elisabeth, córkę malarza Hamachera. Miał córki Hedwig i młodszą Elise. Jego bratem był Leonhard, a siostrą Anna. 
Oprócz malarstwa historycznego i religijnego Schall specjalizował się w portretach. W zakresie malarstwa religijnego reprezentował dusseldorfską szkołę nazareńczyków. Większość prac R. Schalla nie zachowała się. Brał udział w wystawach: we Frankfurcie, na wystawie sztuki w Lipsku w 1841 r., a także w Berlińskiej Akademickiej Wystawie Sztuki w 1842 i 1844 r..

## Wybrane dzieła R. Schalla
- Obraz "Drei schlesische Maler" namalowany w 1835 wspólnie z przyjaciółmi-malarzami Philippem Hoyollem i Amandem Pelzem, znajduje się w berlińskiej Starej Galerii Narodowej[9].
- obrazy ołtarzowe dla kościoła w Bockhorst k. Minden i świątyni w Rellinghausen, zrealizowane jeszcze w ostatnich dwóch latach studiów w Düsseldorfie[10].
- freski kaplicy zamku Stolzenfels w 1842 r. (na zlecenie księżnej Elżbiety Pruskiej) i w 1845/1846[11].
- obraz "Wypędzenie świętej Elżbiety z Wartburga po śmierci męża" namalowany we Włoszech (zaginiony)[12]
- restauracja fresków w kaplicy Zmartwychwstania w katedrze wrocławskiej (1851–1852, wspólnie z Theodorem Hamacherem)[13].
- obraz "Podwyższenie Krzyża Świętego" w ołtarzu głównym kościoła w Lisięcicach, przypisuje mu się też obraz "Święty Piotr z apostołami" w bazylice w Piekarach Śląskich[14].
- obraz adoracji Madonny z Dzieciątkiem dla ołtarza głównego kościoła św. Wojciecha we Wrocławiu (1855)[15] oraz trochę późniejsze 3 wielkie (wysokość 3,7 m) olejne obrazy apostołów: Andrzeja, Tadeusza i Jana dla tejże świątyni[16]. Żaden z nich się nie zachował[17].

W zbiorach Muzeum Narodowego w Warszawie znajduje się jego 30 rysunków i 1 obraz, inne dzieła artysty są w kolekcjach wrocławskiego Muzeum Narodowego oraz Muzeum Archidiecezjalnego we Wrocławiu. 